# Баба (Марамуреш)
Баба (рум. Baba) насеље је у Румунији у округу Марамуреш у општини Коројени. Oпштина се налази на надморској висини од 290 m.

## Становништво
Према подацима из 2002. године у насељу је живело 383 становника, од којих су сви румунске националности.